# Condado de Włoszczowa
Condado de Włoszczowa (em polonês: powiat włoszczowski) é um powiat (condado) da Polônia, na voivodia de Santa Cruz. A sede do condado é a cidade de Włoszczowa. Estende-se por uma área de 906,38 km², com 47 137 habitantes, segundo o censo de 2006, com uma densidade de 52,01 hab/km².

## Divisões admistrativas
O condado possui:
Comuna urbana-rural: Włoszczowa
Comunas rurais: Kluczewsko, Krasocin, Moskorzew, Radków, Secemin
Cidades: Włoszczowa

## Demografia
População (dados de 30 de Junho de 2006):
|          | Total   | Total | Mulheres | Mulheres | Homens  | Homens |
| -------- | ------- | ----- | -------- | -------- | ------- | ------ |
|          | pessoas | %     | pessoas  | %        | pessoas | %      |
| Total    | 47 137  | 100   | 23 736   | 50,4     | 23 401  | 49,6   |
| Cidades  | 10 782  | 100   | 5 598    | 51,9     | 5 184   | 48,1   |
| Povoados | 36 355  | 100   | 18 138   | 49,9     | 18 217  | 50,1   |